# Famara Diédhiou
Famara Diedhiou (São Luís, 15 de dezembro de 1992) é um futebolista senegalês que atua como atacante. Atualmente joga pelo Cardiff City, emprestado pelo Granada.

## Carreira
Famara Diedhiou representou o elenco da Seleção Senegalesa de Futebol no Campeonato Africano das Nações de 2017.

## Títulos
Seleção Senegalesa
- Campeonato Africano das Nações: 2021